# Новые горизонты (литературная премия)
Новые горизонты — ежегодная литературная премия в области фантастики . Вручается за художественное произведение фантастического жанра, новаторское по тематике, образам и стилю. Цель премии – отметить тексты и поощрить авторов, расширяющих границы жанра. Механизм номинирования и порядок работы Жюри предполагают открытость премиального процесса и широкие критерии номинирования (рассмотрение рукописей и интернет-публикаций). Премия была учреждена в 2013 году литературными критиками и журналистами Василием Владимирским и Сергеем Шикарёвым.

## Порядок присуждения премии

#### Работа номинационной комиссии
Номинационная комиссия премии «Новые горизонты» формируется Оргкомитетом из критиков и журналистов, активно пишущих о произведениях фантастического жанра. На премию номинируются художественные произведения, опубликованные в прошедшем календарном году, и рукописи, независимо от даты создания произведения. Принадлежность произведения к фантастическому жанру определяется исходя из максимально широкого понимания фантастики как не-реализма, «литературы воображения», speculative fiction. Все произведения рассматриваются в единой номинации, независимо от их объема. Каждый участник номинационной комиссии может номинировать два произведения, отвечающие, по его мнению, премиальным критериям. Свои предложения участник номинационной комиссии сопровождает краткой аннотацией, которая объясняет его выбор. Итоговой номинационный список составляют произведения, названные участниками номинационной комиссии.

#### Работа жюри
В состав Жюри входят деятели литературы: критики, издатели, журналисты, писатели. Из членов Жюри выбирается Председатель. Члены Жюри читают все произведения номинационного списка, оценивает их по пятибалльной шкале и передает информацию в Оргкомитет премии. Именные оценочные листы размещаются на сайте премии для всеобщего ознакомления. Победителем становится произведение, набравшее наибольшее количество баллов. В случае одинакового количества баллов у произведений-финалистов лауреат премии определяется решением Председателя Жюри. Решение Председателя Жюри является окончательным и сопровождается его краткой аннотацией на победившее произведение.

#### Председатели жюри
2013 — писатель Александр Гаррос;

2014 — критик Андрей Василевский, главный редактор журнала «Новый мир».

#### Вручение премии
Размер и порядок вознаграждения лауреатов устанавливаются Оргкомитетом премии ежегодно и оглашается в момент объявления премии. Награждение лауреатов премии происходит на Петербургской Фантастической Ассамблее. Решение о дате награждения принимается Оргкомитетом. Объявление лауреатов премии происходит не позднее 1 сентября каждого года.

## Лауреаты и номинанты

### 2013 год

#### Победитель
Наиль Измайлов за роман «Убыр»

#### Номинационный список
- Владимир Аренев. В ожидании К.
- Алексей Иванов. Комьюнити
- Наиль Измайлов. Убыр
- Иван Наумов. Созданная для тебя
- Юрий Некрасов. Брандлькаст
- Илья Новак. Ризома
- Ольга Онойко. Море имён
- Роман Шмараков. Каллиопа, дерево, Кориск

### 2014 год

#### Победитель
Владимир Аренев за повесть «Душница»

#### Номинационный список
- Павел Амнуэль. И никого, кроме…
- Владимир Аренев. Душница
- Ринат Газизов. Куш
- Ина Голдин. Ностальгия межпланетного лингвиста
- Яна Дубинянская. Пансионат
- Юлия Зонис, Екатерина Чернявская. Хозяин зеркал
- Марина Козлова. Пока мы можем говорить
- Владимир Покровский. Персональный детектив
- Владимир Сорокин. Теллурия
- Анна Старобинец. Споки
- Андрей Столяров. Обратная перспектива
- Михаил Успенский. Богатыристика Кости Жихарева
- Андрей Хуснутдинов. Дни Солнца

### 2015 год

#### Победитель
Олег Радзинский за роман Агафонкин и время

#### Номинационный список
- Павел Амнуэль. Вселенные: ступени бесконечностей[укр.]
- Денис Дробышев. СРО.
- Дмитрий Колодан. Жестяная собака майора Хоппа
- Светлана Лаврова. Куда скачет петушиная лошадь?
- Константин Образцов. Красные цепи
- Владимир Покровский. Чёртова дочка
- Олег Радзинский. Агафонкин и Время
- Михаил Успенский. Алхимистика Кости Жихарева
- Василий Щепетнёв. В ожидании Красной Армии

### 2016 год

#### Победитель
Мария Галина за роман Автохтоны

#### Номинационный список (шорт-лист)
- Ирина Богатырёва. Кадын
- Мария Галина. Автохтоны
- Сергей Носов. Фигурные скобки
- Евгений Прошкин. Драйвер Заката

### 2017 год

#### Победитель
- Эдуард Веркин за роман ЧЯП

#### Номинационный список (шорт-лист)
- Эдуард Веркин. ЧЯП
- Дмитрий Захаров. Кластер
- Сергей Кузнецов. Калейдоскоп. Расходные материалы
- Михаил Савеличев. Крик родившихся завтра

### 2018 год

#### Победитель
Андрей Лях. Челтенхэм (по рукописи)

#### Номинационный список
- Лора Белоиван. Южнорусское Овчарово. – М.: Livebook, 2017.
- Илья Боровиков. Забвения. – Екатеринбург: Гонзо, 2018 (по факту — 2017).
- Ксения Букша. Рамка. — М: АСТ. Редакция Елены Шубиной, 2017
- Виктор Глебов. Фаталист. – М.: АСТ, 2017.
- Павел Дмитриев. Анизотропное шоссе (по рукописи)
- К.А. Терина. Бес названия // Терина К. А. Фарбрика. — Севастополь: Шико-Севастополь, 2017.
- Андрей Лях. Челтенхэм (по рукописи)
- Михаил Харитонов. Золотой ключ, или Похождения Буратины. Том первый (по рукописи)
- Роман Шмараков. Автопортрет с устрицей в кармане (по рукописи)
- Василий Щепетнёв. Дым Отечества // Щепетнёв В. Дым Отечества — М.: Престиж Бук, 2018 (по факту — 2017).

### 2019 год[2]

#### Победитель
Дарья Бобылёва за роман "Вьюрки"

#### Номинационный список
- Татьяна Буглак "Параллельщики"
- Линор Горалик. "Все, способные дышать дыхание"
- Марина и Сергей Дяченко "Луч"
- Кирилл Еськов "Чиста английское убийство: Кто и зачем убил Кита Марло - экстравагантного гения, "поэта и шпиона"?"
- Константин Жевнов "Оператор"
- Дмитрий Казаков "Оковы разума"
- Михаил Королюк "Квинт Лициний"
- Сергей Кузнецов "Живые и взрослые"
- Ольга Паволга, Михаил Перловский "Стеклобой"
- Александр Пелевин "Четверо"
- Михаил Савеличев "Я, Братская ГЭС…"
- Андрей Хуснутдинов "Аэрофобия"

### 2020 год[3]

#### Победитель
Владимир Покровский за повесть "Фальшивый слон"

#### Номинационный список
- Алексей В. Андреев "Верёвка"
- Лайла Вандела "Выступки Слов"
- Ольга Вель "C176345c"
- Пётр Воробьёв "Разбой"
- Михаил Гаёхо "Человек послушный"
- Александра Голубева "Катастеризм"
- Дмитрий Захаров "Средняя Эдда"
- Павел Иевлев "Календарь Морзе"
- Владимир Калашников "Лига выдающихся декадентов"
- Анна Козлова "Рюрик"
- Сергей Котов "Ошибка маленькой вселенной"
- Владимир Мироненко "Алёшины сны"
- Ася Михеева "Восьмой ангел"
- Алексей Музычкин "Легко любить тех, кто уходит..."
- Сергей Мусаниф "Цивилизация страуса"
- Елена Никольская, Егор Никольский "Змей подколодный"
- Михаил Владимирович Родионов "Слово из трёх букв, но не дом"
- Михаил Савеличев "Лабиринт для Минотавра"
- Алексей Федяров "Сфумато"
- Карина Шаинян "С ключом на шее"

### 2021 год[4]
Победитель
Рагим Джафаров за роман "Сато"
Номинационный список
- Владимир Белобров, Олег Попов "Плановый апокалипсис"
- Евгений Водолазкин "Оправдание Острова"
- Сергей Волков "Я — кукла вуду"
- Михаил Гаёхо "Кумбу, Мури и другие"
- Надя Делаланд "Рассказы пьяного просода"
- Кирилл Еськов, Михаил Харитонов "ROSSIJA (reload game)"
- Тимур Максютов "Чешуя ангела"
- Юлия Рыженкова "Реинкарнатор"
- Георг Тихий "Мы не одиноки"
- Кирилл Фокин "Ленро Авельц"
- Игорь Яркевич "Мой инопланетянин"

## Пресса о премии
- Премия «Новые горизонты» // Питерbook. 19.07.2013
- Саратовский писатель вошел в жюри премии «Новые горизонты» // Версия Саратов. 01.08.2013
- Вручена премия «Новые горизонты» // Питерbook. 21.08.2013
- Автор повести о «запечатанных душах» выиграл конкурс фантастики // Lenta.ru. 18.08.2014
- Сергей Шикарев. Тотальная фиксация событий // НГ Ex Libris, 21.08.2014
- На Петербургской Фантастической Ассамблее объявлен лауреат литературной премии «Новые горизонты» // АПН. 24.08.2014
- Софья Волочайка. Ассамблея фантастов // Санкт-Петербургские Ведомости. 28.08.2014 (недоступная ссылка)
- Мария Галина. Служба бытия. О новых книгах Анны Старобинец и Яны Дубинянской // «Новый мир», № 8, 2014.